# Jan Knippers
Jan Knippers ist ein deutscher Bauingenieur und Professor an der Universität Stuttgart.

## Leben
Jan Knippers studierte von 1983 bis 1989 konstruktiven Ingenieurbau und promovierte 1992 an der TU Berlin. In den Folgejahren arbeitete er als Projektingenieur für Schlaich Bergermann Partner, bis er 2000 die Institutsleitung für Tragkonstruktion und Konstruktives Entwerfen (itke) an der Universität Stuttgart übernahm. Im Jahr 2001 hat er „Knippers Helbig Advanced Engineering“ (heute Knippershelbig) mit Niederlassungen zuletzt in Stuttgart, Berlin und New York mit gegründet und über viele Jahre co-geleitet. Seit 2018 leitet er „Jan Knippers Ingenieure“ in Stuttgart.

## Werke (Auswahl)
als Projektleiter in Schlaich Bergermann und Partner:
- Dreifeld Klapp Brücke, Kiel Hörn, 1998

als Partner in Knippers Helbig:
- Zentrale Eingangsachse EXPO 2010, Shanghai
- Thematic Pavilion,     EXPO 2012, Yeosu, South Korea
- Galerie der Staatsoper, Berlin, 2017

als ITKE Universität Stuttgart/Jan Knippers Ingenieure:
- Elytra Filament     Pavilion, Victoria and Albert Museum, London
- Pavillons auf der Bundesgartenschau 2019, Heilbronn
- Landmarke Urbachturm, Remstal Landesgartenschau, 2019
- Maison Fibre, Biennale di Architettura Venezia, 2021
- Texoversum, Reutlingen, 2023
- Turm auf der Landesgartenschau Wangen im Allgäu, 2024
- Hybrid Flachs Pavillon auf der Landesgartenschau Wangen im Allgäu,     2024

## Engagement in Wissenschaft und Gesellschaft (Auswahl)
- Mitglied des Fachkollegiums "Bauwesen und Architektur" der Deutschen Forschungsgemeinschaft, 2012–2018
- Sprecher des DFG Sonderforschungsbereiches TRR 141 "Biological Design and Integrative Structures" der Universitäten Stuttgart, Freiburg und Tübingen, 2014–2019
- Stellvertretender Sprecher des DFG Exzellenzclusters 2120 "Integrative Computational Design and Construction (IntCDC)" an der Universität Stuttgart, seit 2019
- Prorektor für Forschung an der Universität Stuttgart, 2019–2021
- Dekan der Fakultät für Architektur und Stadtplanung, 2021–2023
- Mitglied des Bewilligungsausschusses für Sonderforschungsbereiche der DFG, seit 2023
- Leverhulme Visiting Professor am University College London, 2024
- Mitglied der Akademie der Künste, Berlin, seit 2024

## Schriften (Auswahl)
- Jan Knippers: Johann Wilhelm Schwedler. Vom Experiment zur Berechnung. In: Deutsche Bauzeitung vom 21. März 2000 (online als pdf mit 258 kB)
- Jan Knippers, Jan Cremers, Markus Gabler, Julian Lienhard: Atlas Kunststoffe + Membranen: Werkstoffe und Halbzeuge, Formfindung und Konstruktion. Edition Detail. 2010
- Jan Knippers: Von der Konstruktion des Bauwerks zur Gestaltung der Prozesse. In: Detail 10/2012, S. 1142–1148
- Jan Knippers: From Model Thinking to Process Design. AD Architectural Design 02/2013, pp 74-8
- Jan Knippers, Thomas Speck: Design and construction principles in nature and architecture. Bioinspiration & Biomimetics Volume 7, 2012
- Jan Knippers, Achim Menges: Fasern neu gedacht – auf dem Weg zu einer Konstruktionssprache. In: Detail 12/15, S. 1238–1242
- Jan Knippers: The Limits of Simulation: Towards a New Culture of Architectural Engineering. In: Technology, Architecture + Design, Volume 1, 2017, Issue 2, S. 155–162
- Jan Knippers, Ulrich Schmid, Thomas Speck (Hrsg.): Bionisch Bauen – von der Natur lernen. Birkhäuser Basel 2019 (auch auf Englisch erschienen: Biomimetics for Architecture)
- Achim Menges, Jan Knippers: Architektur, Forschung, Bauen. Birkhäuser Basel 2021 (auch auf Englisch erschienen: Architecture, Research, Building)